# Росица (област Търговище)
Вижте пояснителната страница за други значения на Росица.
Росѝца е село в Североизточна България, община Омуртаг, област Търговище.

## География
Село Росица се намира на около 25 km запад-югозападно от областния център Търговище и около 11 km запад-северозападно от общинския център Омуртаг. Разположено е в източния Предбалкан, в северния край на историко-географската област Сланник, между северното и южното разклонения на язовир Ястребино. Надморската височина варира в приблизителния интервал 400 – 440 m.
Общинският път от Росица през село Панайот Хитово води – след разклон, на североизток през село Долна Хубавка до връзка с третокласния републикански път III-409, а на югоизток до връзка с първокласния републикански път I-4 (съвпадащ с европейски път Е772).
Землището на село Росица граничи със землищата на: село Любичево на север; село Трескавец на север; село Панайот Хитово на изток; село Камбурово на юг; село Изворово на юг и запад.
В землището на село Росица попада на юг, запад и север част от територията на язовир Ястребино.
Населението на село Росица, наброявало 401 души при преброяването към 1934 г. намалява до 95 към 1965 г. и 15 (по текущата демографска статистика за населението) към 2020 г.
При преброяването на населението към 1 февруари 2011 г., от обща численост 17 лица, за 15 лица е посочена принадлежност към „турска“ етническа група, за „други“ не са посочени данни и едно лице не е дало отговор.

## История
Селото с дотогавашно име Тоспатлар, преименувано от 1922 г. на село Росица, се състои от две махали – горна и долна. През 1960 г. долната махала (Долна Росица) е изселена във връзка със строителството на язовир „Ястребино“.
За съществуването на частно първоначално училище в селото има данни в изложението на шуменския окръжен управител за 1908/1909 учебна година. Обществено (народно) училището с име „Отец Паисий“ е от 1912 г. До 1960 г. то е в Долна Росица, но във връзка със строителството на язовир „Ястребино“ училището е преместено в (Горна) Росица. През 1964 г. училището е закрито поради липса на необходимия минимален брой ученици в него.
Читалището в село Росица е основано – според спомени – през 1930 г., а според датата на приемането на първия устав – през февруари 1938 г. Няма ясни документални данни дали и кога читалището прекратява своята дейност във връзка с отчуждаването на терени в Долна Росица за строителството на язовир „Ястребино“.
Всестранна кооперация „V конгрес на БКП“ – село Росица е основана през 1949 г. От 1953 г. се нарича селска потребителна кооперация – Селкооп „V конгрес на БКП“ – с. Росица. От 1958 г. се влива в селкоопа в село Изворово.